# Käärijä
Käärijä (справжнє ім'я Єре Мікаел Пеугенен, фін. Jere Mikael Pöyhönen; нар. 21 жовтня 1993, Вантаа, Фінляндія) — фінський репер, співак та автор пісень. У 2020 році він випустив свій дебютний альбом Fantastista. Käärijä представляв Фінляндію на Пісенному конкурсі Євробачення 2023 з піснею «Cha Cha Cha».

## Життєпис
Пойхонен виріс у районі Рускеасанта у Вантаа, Великий Гельсінкі. Він виявив пристрасть до музики, коли вчився грати на барабанах, і почав створювати музику у 2014 році. Його сценічний псевдонім походить від жарту з друзями про азартні ігри, який є повторюваною темою в його музиці.
Пойхенен випускав свою музику самостійно до 2017 року, коли він підписав контракт із лейблом Monsp Records. Згодом він випустив подвійний сингл «Koppi tules» / «Nou roblem». Наступного року він випустив мініальбом під назвою Peliä. У 2020 році вийшов його дебютний альбом Fantastista.
11 січня 2023 року Пойхенен був оголошений одним із семи учасників Uuden Musiikin Kilpailu 2023, національного відбору Фінляндії на пісенний конкурс Євробачення 2023. Його пісня Cha Cha Cha була написана у співавторстві з Алексі Нурмі та Йоханнесом Науккаріненом і випущена 18 січня 2023 року. На конкурсі він посів перше місце, набравши загалом 539 балів (467 балів з телеголосування та 72 бали на думку журі), ставши таким чином представником Фінляндії на конкурсі.
У фіналі Євробачення 2023 посів друге місце, набравши 526 балів, при цьому отримавши найбільшу кількість балів серед телеглядачів — 376.
15 вересня 2023 року з'явилася нова пісня та відеокліп Käärijä "It's Crazy, It's Party" в дуеті з естонським репером Tommy Cash.
В травні 2023 заявляв про підтримку українців у війні, і також підтримував гурт TVORCHI на Євробаченні 2023.
В жовтні 2023 року Єре потрапив в скандал - під час концерту він кинув український прапор на підлогу. Пізніше він виправдася тим, що "думав що це прапор Швеції" і визнав що це його помилка і непорозуміння.

## Дискографія

### Студійні альбоми
| Назва       | Деталі альбому               | Пікові позиції у чартах |
| Назва       | Деталі альбому               | FIN                     |
| ----------- | ---------------------------- | ----------------------- |
| Fantastista | - Реліз: 2020 - Лейбл: Monsp | 21                      |

### Мініальбоми
| Назва               | Деталі альбому                                               | Пікові позиції у чартах |
| Назва               | Деталі альбому                                               | FIN                     |
| ------------------- | ------------------------------------------------------------ | ----------------------- |
| Peliä               | - Реліз: 2018 - Лейбл: Monsp                                 | —                       |
| Cha Cha Cha Mixtape | - Реліз: 12 травня 2023 - Лейбл: Warner Music Finland, Monsp | 9                       |

### Сингли
| «Heila» (featuring Urho Ghettonen)                                               | 2016 | —  | — | —  | —  | — | — | — | — | —  | Сингли поза альбомом |
| «Urheilujätkä» (featuring Jeskiedes)                                             | 2016 | —  | — | —  | —  | — | — | — | — | —  | Сингли поза альбомом |
| «Puun takaa»                                                                     | 2016 | —  | — | —  | —  | — | — | — | — | —  | Сингли поза альбомом |
| «Tuuliviiri»                                                                     | 2017 | —  | — | —  | —  | — | — | — | — | —  | Сингли поза альбомом |
| «Ajoa»                                                                           | 2017 | —  | — | —  | —  | — | — | — | — | —  | Сингли поза альбомом |
| «Koppi tules»                                                                    | 2017 | —  | — | —  | —  | — | — | — | — | —  | Сингли поза альбомом |
| «Nou roblem»                                                                     | 2017 | —  | — | —  | —  | — | — | — | — | —  | Сингли поза альбомом |
| «Klo23»                                                                          | 2018 | —  | — | —  | —  | — | — | — | — | —  | Peliä                |
| «Puuta heinää»                                                                   | 2018 | —  | — | —  | —  | — | — | — | — | —  | Peliä                |
| «Viulunkieli»                                                                    | 2018 | —  | — | —  | —  | — | — | — | — | —  | Fantastista          |
| «Rock Rock»                                                                      | 2019 | —  | — | —  | —  | — | — | — | — | —  | Fantastista          |
| «Hirttää kiinni»                                                                 | 2019 | —  | — | —  | —  | — | — | — | — | —  | Fantastista          |
| «Mic mac»                                                                        | 2019 | —  | — | —  | —  | — | — | — | — | —  | Fantastista          |
| «Paidaton riehuja»                                                               | 2020 | —  | — | —  | —  | — | — | — | — | —  | Сингли поза альбомом |
| «Menestynyt yksilö»                                                              | 2021 | —  | — | —  | —  | — | — | — | — | —  | Сингли поза альбомом |
| «Siitä viis»                                                                     | 2021 | —  | — | —  | —  | — | — | — | — | —  | Сингли поза альбомом |
| «Välikuolema»                                                                    | 2022 | 39 | — | —  | —  | — | — | — | — | —  | Cha Cha Cha Mixtape  |
| «Cha Cha Cha»                                                                    | 2023 | 1  | 7 | 15 | 85 | 1 | 3 | 1 | 6 | 27 | Cha Cha Cha Mixtape  |
| «—» релізи, що не потрапили у чарти або не були випущені у відповідних регіонах. |      |    |   |    |    |   |   |   |   |    |                      |